# Harrow
Ne doit pas être confondu avec Harrow on the Hill.
Harrow est une ville de la banlieue nord-ouest de Londres à 12 miles (16 km) du centre de la capitale britannique.
La ville est surtout célèbre pour la public school qu'elle abrite : la Harrow School.
Son nom viendrait du vieil anglais hearg (temple païen),.
La gare principale de Harrow est Harrow-on-the-Hill, desservie aussi par la Metropolitan line.  La gare de Harrow & Wealdstone est située plus loin au nord. La gare de West Harrow, la plus petite des trois, est située au sud et à environ équidistance des deux autres. 
Harrow est jumelée avec la ville de Douai en France.